# 王树彤
王树彤（1968年—），是一位中国企业家，电子商务网站敦煌网创始人兼席执行官。她曾是亚太经合组织工商咨询理事会及20国集团首脑会议中方代表。2018年，她被任命为世界互联网会议高级咨询理事会成员。

## 生平
1968年出生于北京，1991年毕业于北京邮电大学，随后任教于清华大学。1993年，她加入微软中国，主管市场服务和商务拓展 。1999年，她加入思科系统，成为当时思科高管中唯一的女性。2000年，她离开思科，创办了卓越网Joyo.com，后来该公司被出售给亚马逊，并在2004年成为亚马逊中国。2004年8月，王树彤创立电子商务网站敦煌网，服务企业对企业的全球贸易。2015年1月，王树彤被任命为20国集团首脑会议(B20)的中方代表，并开始担任B20中小企业专题小组共同主席。
在2018年的亚太经合组织工商咨询理事会会议上，王树彤提出在整个亚洲设立孵化中心以促进扩大小型企业的贸易。同年，她被任命为世界互联网会议高级咨询理事会成员。